# Gerald Arbuthnot
Gerald Archibald Arbuthnot (19 décembre 1872 – 25 septembre 1916) est un soldat anglais et un homme politique.

## Biographie
Fils de William Arbuthnot et de Selina Moncreiffe, il est le vice-chancelier de la Primrose League. Arbuthnot est aussi le secrétaire personnel au ministère de l'Agriculture de 1895 à 1899, secrétaire du Président du "Local Government Board" de 1901 à 1902 et secrétaire du Secrétaire en chef pour l'Irlande de 1905 à 1906. Entre janvier et décembre 1910, il est Député pour le comté de Burnley.
Durant la Première Guerre mondiale il sert au sein des "Grenadier Guards". Il est mort à l'âge de 43 ans à la bataille de la Somme et est inhumé dans le cimetière militaire de Fricourt. Il est marié avec Mary Johanna Dulcie Antoinette Oppenheim le 6 février 1894. Il a trois filles.
Il est l'un des quarante-trois parlementaires britanniques morts à la Première Guerre mondiale et commémorés par un mémorial à Westminster Hall, dans l'enceinte du palais de Westminster où siège le Parlement.